# Jeu d'instructions MMX
Pour les articles homonymes, voir MMX.

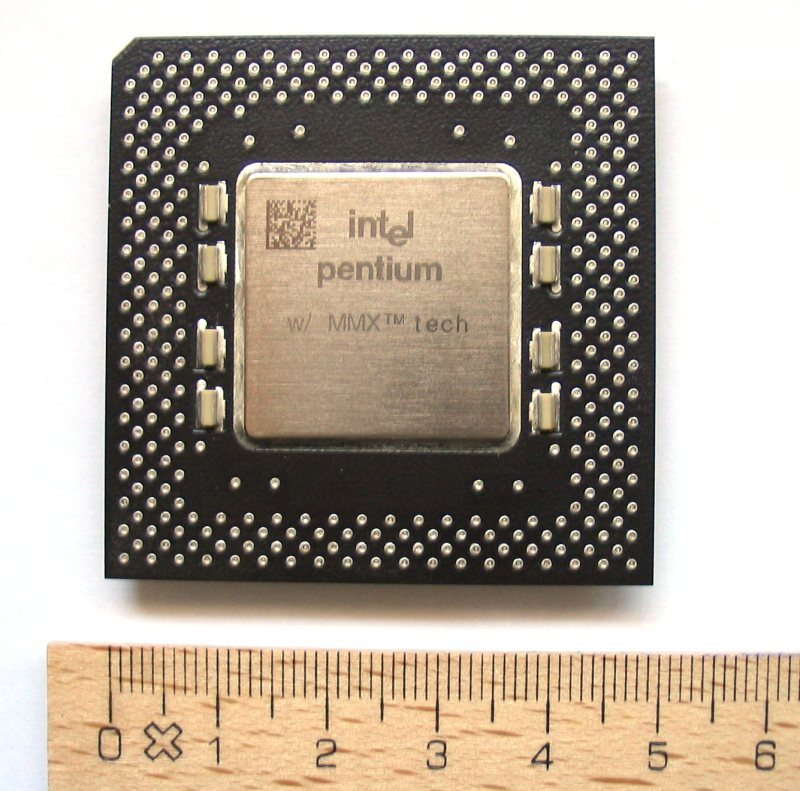
Pentium MMX.

Architecture interne du Pentium MMX (coeur P55C).

Le jeu d'instructions MMX (MultiMedia eXtensions, « extensions multimédia »), est un jeu d'instructions pour les microprocesseurs de type x86. Composé de 47 instructions machine, il est apparu sur les processeurs Intel Pentium MMX (date de sortie : P166 MMX le 8 janvier 1997), puis sur les compatibles AMD K6 et ultérieurs et Cyrix MII. C'est un jeu d'instructions SIMD qui permet d'accélérer des opérations de traitement d'image, du son et des communications.

## Technologie
Ces instructions ont la particularité de manipuler plusieurs valeurs simultanément. On les qualifie de SIMD (Single Instruction Multiple Data). Par exemple, on peut additionner en une seule opération quatre paires d'entiers à seize bits. Ceci permet d'accélérer certains algorithmes tels que ceux utilisés en traitement du son et de l'image.
L'efficacité du MMX fut, à ses débuts, sérieusement mise à mal par un choix technique : l'utilisation du MMX entraîne l'indisponibilité de l'unité de calcul en virgule flottante, sa réactivation se faisant par l'intermédiaire d'une instruction spécifique qui se révéla extrêmement pénalisante pour les Pentium MMX, offrant un avantage à AMD chez qui la gestion de ce phénomène avait été optimisée.
Le jeu d'instructions MMX est devenu obsolète avec l'apparition du jeu d'instructions SSE en 1999.

## Évolution
Intel a complété ces instructions par les jeux d'instructions SSE, SSE2, SSE3 et SSE4.